# Synophromorpha rubi
Synophromorpha rubi är en stekelart som beskrevs av Lewis H. Weld 1952. Synophromorpha rubi ingår i släktet Synophromorpha och familjen gallsteklar. Inga underarter finns listade i Catalogue of Life.